# Tranvia San Bonifacio-San Giovanni Ilarione
La tranvia San Bonifacio-San Giovanni Ilarione fu l'ultima di una serie di linee tranviarie interurbane che caratterizzarono la provincia veronese. Costruita nel 1928 ed inizialmente gestita dalla deputazione provinciale, nel 1935 passò in gestione ad un'azienda privata fino alla sua sostituzione con autoservizio, avvenuta nel 1956.

## Storia

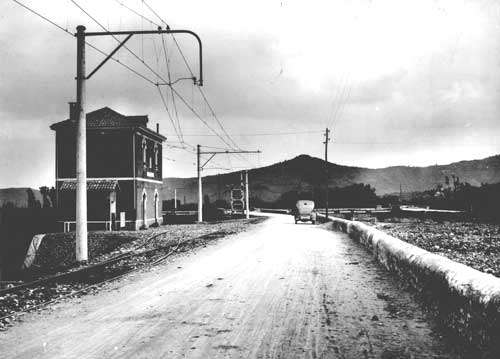
Stazione di Montecchia di Crosara, 1929 (Biblioteca Comune di Marano di Valpolicella)

Nel 1924 la deputazione provinciale di Verona, che nel 1919 era subentrata alla Società Anonima dei tramways a vapore delle provincie di Verona e Vicenza nell'esercizio diretto di alcune linee tranviarie della zona, costituì una propria azienda di scopo per la gestione di tali servizi di cui era divenuta concessionaria.
La nuova società presentò un progetto per la costruzione di una nuova linea che, attraverso la valle dell'Alpone, avrebbe costituito una diramazione della tranvia Verona-San Bonifiacio fino a San Giovanni Ilarione. Con regio decreto n. 432 del 10 marzo 1927 fu dunque approvata la convenzione del precedente 3 febbraio "per la concessione alla provincia di Verona della costruzione e dell'esercizio della tramvia a trazione elettrica S. Bonifacio-S. Giovanni Ilarione".
Iniziati i lavori nel 1927, la corsa inaugurale da San Bonifacio ebbe luogo 28 ottobre 1928 mentre per l'esercizio regolare a trazione elettrica si dovette attendere fino al giugno del 1929..
La gestione del complesso di linee ferrotranviarie in gestione alla Provincia risultava alquanto eterogenea, sia per il materiale impiegato sia per la situazione delle singole concessioni. La gestione pubblica fu contrassegnata da un crescente passivo che portò, nel 1935, alla decisione di subconcedere all'industria privata l'esercizio dell'intera rete che fu dunque affidato alla Società Anonima Esercizi Riuniti (SAER), società già attiva nel settore.
Dal 1943 il regime di affidamento mutò, consentendo alla SAER di acquisire direttamente i proventi di esercizio. La seconda guerra mondiale era però alle porte e non tardò a far sentire i suoi effetti negativi. Durante tale periodo l'esercito tedesco, per motivi strategici, tentò di realizzare il preesistente progetto di collegamento in galleria fra le stazioni di Porta San Giorgio (capolinea della Ferrovia Verona-Caprino-Garda) e Porta Vescovo, così da connettere le due reti SAER; il cantiere dell'opera fu tuttavia abbandonato poco dopo l'avvio dei lavori.
Terminata nel 1948 la ricostruzione post bellica fu in seguito affidato agli ingegneri Guido Corbellini ed Ernesto Stagni l'incarico di studiare un piano di ammodernamento in conformità con la Legge n. 1221 del 5 agosto 1952, che prevedeva finanziamenti al trasporto pubblico purché fossero eliminate numerose tratte ferrotranviarie allora considerate "rami secchi". Fu dunque disposta con Decreto ministeriale n. 3451 del 30 novembre 1955 la trasformazione in filovie delle tranvie extraurbane veronesi e della Verona-Domegliara con chiusura della ferrovia per Caprino e Garda e delle restanti tranvie.

## Caratteristiche
|  | Unknown route-map component "uexKBHFa" |

|  | Unknown route-map component "uexHST" |

|  | Unknown route-map component "uexBHF" |

|  | Unknown route-map component "uexHST" |

|  | Unknown route-map component "uexHST" |

|  | Unknown route-map component "uexHST" |

|  | Unknown route-map component "uexBHF" |

|  | Unknown route-map component "uexBHF" |

|  | Unused straight waterway | Unknown route-map component "CONTl+f" |

|  |  | Unknown route-map component "uexABZg+l" | Unknown route-map component "emKRZ" | Unknown route-map component "uexCONTfq" |

|  | Unknown route-map component "uexBHF" | Straight track |

|  | Unused urban continuation forward | Continuation forward |

La tranvia misurava complessivamente 17,5 km ed era elettrificata alla tensione di 1.350 V c.c., in analogia con la linea proveniente da Verona.

### Percorso
La linea originava da Villanova, presso San Bonifacio, affiancandosi inizialmente alla strada statale 11, staccandosi da questa all'altezza del torrente Alpone, che veniva dunque seguito sfruttando la sede della parallela strada provinciale.
Venivano dunque servite le località di San Bonifacio, Monteforte d'Alpone, la frazione Costalunga, Terrossa, Roncà, Schioppo e Montecchia di Crosara, per giungere a Bovarie e infine al capolinea settentrionale di San Giovanni Ilarione, che veniva raggiunto da 5 coppie di corse al giorno.

## Materiale rotabile
Inizialmente esercita in maniera provvisoria con trazione ad accumulatori, per la linea furono acquistate 3 elettromotrici numerate E 16÷E 18. Le stesse avevano una potenza di 49 kW e una velocità massima di 50 km/h. Erano in grado di accogliere 44 passeggeri seduti.